# Mario Celoria
Mario Celoria (Rive, 26 agosto 1911 – Grignasco, 20 novembre 1984) è stato un calciatore italiano, di ruolo mezzala.
È morto nel 1984 all'età di 73 anni.

## Carriera
Cresce nelle giovanili del Casale, che dopo i fasti degli anni dieci sta attraversando un periodo di declino, e si affaccia in prima squadra nella stagione 1930-1931, primo campionato di Serie A a girone unico disputato dai nerostellati dopo la vittoria del campionato di Serie B della stagione precedente. Coi piemontesi disputa 4 campionati di massima serie (finora gli unici dai nerostellati nella Serie A a girone unico), imponendosi come titolare a partire dall'annata 1932-1933 e risultando, nonostante non sia un attaccante puro ma principalmente un centrocampista con caratteristiche offensive, il miglior marcatore della storia del Casale nei campionati di Serie A con 27 reti all'attivo.
Nell'estate 1934, dopo la retrocessione del Casale in Serie B, passa ai rivali provinciali dell'Alessandria, con cui disputa due stagioni in A da titolare, per poi disputare, a causa di un infortunio, soli 2 incontri nella stagione 1936-1937, che vede i grigi retrocedere in B. Torna protagonista nell'annata successiva, ma le sue 12 realizzazioni in 20 incontri disputati non sono sufficienti per la promozione, persa nello spareggio col Modena.
A fine stagione Celoria passa alla Fiorentina, appena retrocessa in B, contribuendo con 9 reti all'attivo all'immediato ritorno in massima serie. Resta a Firenze anche nella stagione successiva, conquistando la Coppa Italia (segna cinque gol), realizzando la rete decisiva nella finale contro il Genoa.
Si trasferisce quindi al Liguria, con cui centra (con 13 reti all'attivo) la sua seconda vittoria nel campionato di Serie B, per poi passare alla Biellese, dove chiude la carriera disputando due campionati di Serie C.
In carriera ha totalizzato complessivamente 159 presenze e 35 reti in Serie A e 82 presenze e 34 reti in Serie B.

## Palmarès

### Club

#### Competizioni nazionali
- Serie B: 2

Fiorentina: 1938-1939
Liguria: 1940-1941
- Coppa Italia: 1

Fiorentina: 1939-1940
- Serie C: 1

Biellese: 1942-1943